# Zoran Petrović (water-polo)
Ne doit pas être confondu avec Zoran Petrović (football).
Zoran Petrović (en serbe : Зоран Петровић, né le 22 août 1960 à Belgrade) est un joueur de water-polo yougoslave (serbe), champion olympique en 1984 à Los Angeles.